# 人格性
人格性（英語：Personhood），亦作人格，是哲学中指作为个人的状态。人格性的定义在哲学与法学当中是一个具有争议性的话题，并与法定权利、国籍的政治概念、法律面前的平等和自由紧密联系。法学领域普遍认为，只有自然人与法律主体拥有权利、被保护的资格、普通责任与法律责任。